# Walden Bello

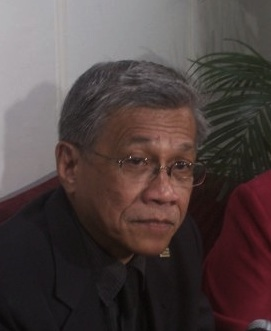
Walden Bello

Walden Bello (* 1945 in Manila) ist ein philippinischer Soziologe und Politiker (Akbayan). Er ist Professor an der Universität der Philippinen und ein Globalisierungskritiker.

## Wirken
Seine Thesen werden vor allem in den südlichen Ländern rezipiert und treffen die Stimmung vieler dortiger Aktivisten. Im Jahr 2003 wurde ihm gemeinsam mit Nicanor Perlas der Right Livelihood Award verliehen, „für ihre vorzüglichen Beiträge zur Aufklärung der Zivilgesellschaft über die Auswirkungen der Globalisierung und dafür, wie Alternativen dazu verwirklicht werden können“.
Bello versucht, der Globalisierung eine Deglobalisierung gegenüberzustellen: „Jedes Land muss die Möglichkeit haben, für seine eigenen Werte und seinen eigenen Rhythmus auch eine eigene Politik zu entwickeln.“ Wenn über Globalisierung gesprochen werde, sollten Alternativen nicht verschwiegen werden. Die Deglobalisierung stelle die Frage, wie die Macht der Staaten des Nordens in wirtschaftlichen und politischen Angelegenheiten eingeschränkt werden könne. Er schlägt vor, Entwicklungsländer sollten wieder vermehrt für ihre jeweiligen lokalen Märkte produzieren und ihren Export einschränken. Dem einheitlichen neoliberalen Denken soll in Form dezentraler wirtschaftlicher Prozesse in lokalen Gemeinschaften Vielfalt entgegengestellt werden. Die internationalen Organisationen wie WTO, IWF und Weltbank sollten mithin ihren Einfluss abgeben und den ökonomisch schwächeren Staaten keine sogenannten Strukturanpassungsprogramme auferlegen.
Von 2007 bis 2015 war Bello für die linke Akbayan-Partei Mitglied des philippinischen Repräsentantenhauses. Im Jahr 2010 erlangte er einige Aufmerksamkeit, als er in einer Parlamentsrede die Korruption der Präsidentin Gloria Macapagal-Arroyo anprangerte.

## Bello in Rostock 2007
Große Medienaufmerksamkeit erhielt eine Äußerung von Walden Bello während einer Kundgebung am 2. Juni 2007 in Rostock, die sich gegen den G8-Gipfel richtete: "We have to bring the war right into this meeting - because without peace there can be no justice." Von der Liveübersetzung vor Ort wurde dieser Satz sinngemäß richtig, einschließlich des Redezusammenhangs unter anderem zum Irakkrieg, übersetzt.
In zahlreichen Medien (unter anderem Spiegel Online, Bild und n-tv; teils auch als Titelschlagzeile) wurde beruhend auf einer falschen dpa-Meldung die Rede hingegen falsch wiedergegeben als: „Wir müssen den Krieg in diese Demonstration reintragen. Mit friedlichen Mitteln erreichen wir nichts“. Das falsche Zitat wurde unter anderem in der Westdeutschen Allgemeinen Zeitung zudem zusätzlich weiter ausgeschmückt. Das globalisierungskritische Netzwerk Attac wies darauf hin, dass Bello falsch zitiert wurde, und forderte dpa zu einer Korrektur der Falschmeldung auf. Die Passage bezog sich tatsächlich auf den Krieg im Irak: Dieser Krieg müsse zum Thema auf dem Gipfel gemacht werden, denn ohne Frieden seien alle Anstrengungen vergeblich – Originaltextzusammenhang: “Two years ago they said: Do not bring the war into the discussions. Just focus on poverty reduction. Well, we say: We have to bring the war right into this meeting. Because without peace there can be no justice.”
Die Nachrichtenagentur dpa bat drei Tage später für die verbreitete Falschmeldung öffentlich um Entschuldigung bei Bello.

## Schriften (Auswahl)
- DEGLOBALIZATION Ideas for a new world economy. Bello reviews the institutions’ crisis of legitimacy and examines the major new ideas for reform. Zed Books, 2002, ISBN 1-84277-305-4.
- De-Globalisierung. Widerstand gegen die neue Weltordnung. Herausgegeben von Oliver Nachtwey und Peter Strotmann. VSA-Verlag, 2005, ISBN 3-89965-091-3 (Band als PDF frei zugänglich).
- Capitalism's Last Stand: Deglobalization in the Age of Austerity. ZED BOOKS LTD, 2013
- Politik des Hungers. Assoziation A Verlag, Hamburg 2010, ISBN 978-3-9359-3691-0.
- Counterrevolution. The global rise of the far right. Fernwood Publishing, Rugby (UK) 2019, ISBN 978-1-7736-3221-6.